# Канторія
Канторія (ісп. Cantoria) — муніципалітет в Іспанії, у складі автономної спільноти Андалусія, у провінції Альмерія. Населення — 4001 особа (2010).
Муніципалітет розташований на відстані близько 370 км на південь від Мадрида, 60 км на північний схід від Альмерії.
На території муніципалітету розташовані такі населені пункти: (дані про населення за 2010 рік)
- Альмансора: 620 осіб
- Ель-Арройо-Асейтуно: 118 осіб
- Ель-Арройо-Альбанчес: 104 особи
- Канторія: 2245 осіб
- Ла-Охілья: 134 особи
- Ла-Оя: 346 осіб
- Марчаль: 133 особи
- Лос-Террерос: 145 осіб
- Лас-Касікас: 156 осіб

## Демографія
Динаміка населення (INE ):

## Галерея зображень

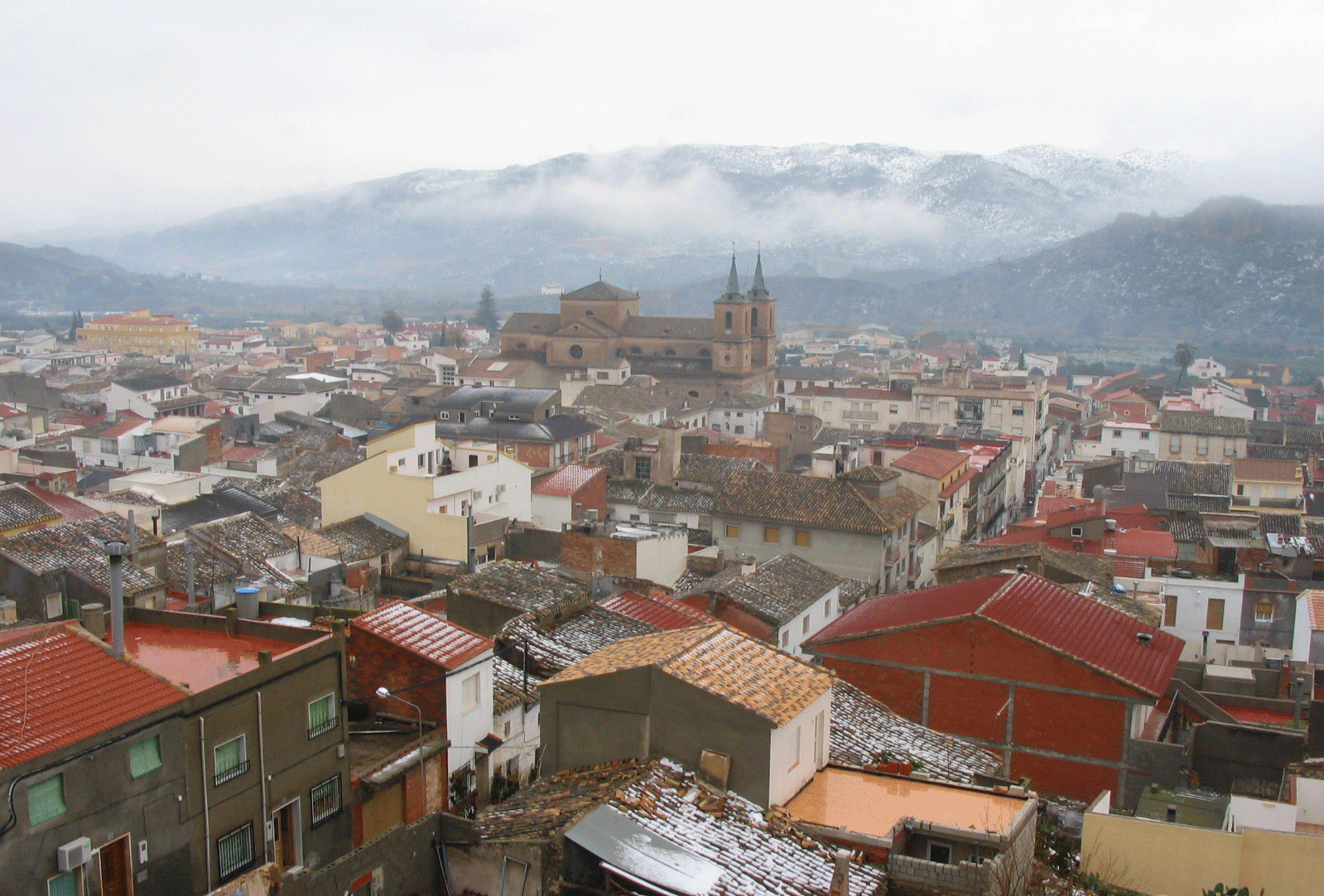
Канторія